# Google Play Services

Google Play Services icon

Dịch vụ Google Play (tiếng Anh: Google Play Services) là một dịch vụ nền độc quyền và gói giao diện lập trình ứng dụng cho các thiết bị Android. Khi được giới thiệu lần đầu vào năm 2012, nó cung cấp truy cập đơn giản tới API Google+ và OAuth 2.0, nhưng từ đó được mở rộng để bao gồm các dịch vụ khác của Google, cho phép các ứng dụng dễ dàng giao tiếp với các dịch vụ thông qua các phương tiện phổ biến, mà được gọi bộ là GMS. Vào thời điểm tháng 4 năm 2018, Dịch vụ Google Play đã được cài đặt hơn 5 tỉ lần trên các thiết bị Android.

## Các công cụ
- Google Play Game Services

- Location APIs

- Google+
- Maps
- Drive
- Cast
- Ads
- Wallet
- Khác

## Lịch sử phiên bản
- Phiên bản 1.0 được phát hành vào ngày 26 tháng 9 năm 2012.[4]
- Phiên bản 3.1 được phát hành vào ngày 16 tháng 5 năm 2013.[5]
- Phiên bản 3.2 được phát hành vào ngày 20 tháng 8 năm 2013.[6]
- Phiên bản 4.0 được phát hành vào ngày 31 tháng 10 năm 2013.[7]
- Phiên bản 4.1 được phát hành vào ngày 9 tháng 1 năm 2014.[8]
- Phiên bản 4.2 được phát hành vào ngày 3 tháng 2 năm 2014.[9]
- Phiên bản 4.3 được phát hành vào ngày 17 tháng 3 năm 2014.[10]
- Phiên bản 4.4 được phát hành vào ngày 7 tháng 5 năm 2014.[11]
- Phiên bản 5.0 được phát hành vào ngày 25 tháng 6 năm 2014, quá trình phát hành kết thúc ngày 2 tháng 6 năm 2014.[12][13]
- Phiên bản 6.1 được phát hành vào ngày 16 tháng 9 năm 2014.[14]
- Phiên bản 6.5 được phát hành vào ngày 17 tháng 11 năm 2014.[15]
- Phiên bản 7.0 được phát hành vào ngày 2 tháng 3 năm 2015.[16]
- Phiên bản 8.0 được phát hành vào ngày 28 tháng 8 năm 2015.[17]
- Phiên bản 8.3 được phát hành vào ngày 5 tháng 11 năm 2015.[18]
- Version 8.4 được phát hành vào ngày 18 tháng 12 năm 2015.[19]
- Phiên bản 8.7 được phát hành vào ngày 21 tháng 2 năm 2016.
- Phiên bản 8.9 được phát hành vào ngày 14 tháng 4 năm 2016.
- Phiên bản 9.0 được phát hành vào ngày 4 tháng 5 năm 2016.
- Phiên bản 9.2 được phát hành vào tháng 6 năm 2016.
- Phiên bản 9.4 được phát hành vào ngày 1 tháng 8 năm 2016.